# دینش کمینی

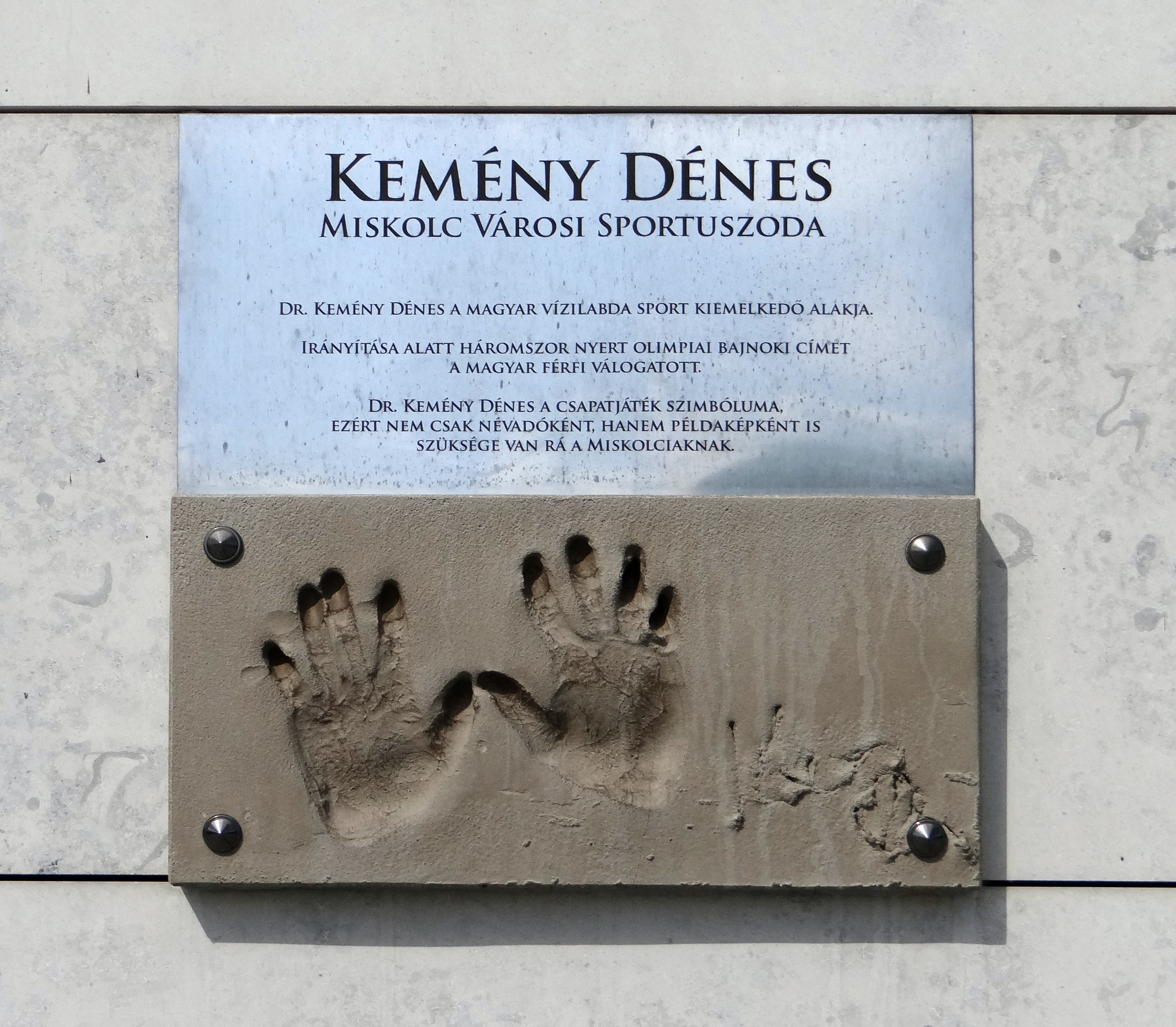
نمایی از لوح کف دست دینش کمینی - ۲۰۱۳

دینش کمینی (انگلیسی: Dénes Kemény؛ زادهٔ ۱۴ ژوئن ۱۹۵۴) بازیکن سابق و مربی واترپلو اهل مجارستان است.